# 34852 Shteyman
34852 Shteyman este o planetă minoră (asteroid), cu un diametru de 2,516 km, din centura de asteroizi. A fost descoperită pe 13 octombrie 2001 la Experimental Test Site⁠(d) de Lincoln Near-Earth Asteroid Research. 
Obiectul prezintă o orbită caracterizată de o semiaxă mare de 2,2924781 UAi, o excentricitate de 0,15, o înclinație de 3,40643 ° în raport cu ecliptica.